# جبال عسير
جبال عسير هي منطقة جبلية تقع في جنوب غرب السعودية موازية للبحر الأحمر حيث تضم مناطق في عسير داخل السعودية بالإضافة إلى مناطق يمنية بالقرب من الحدود. تغطي الجبال حوالي 100,000 كيلومتر مربع وتحوي جبال وسهول ووديان. تتكون الجبال أساسًا من الصخور الرسوبية والحجر الجيري والحجر الرملي والسجيل الزيتي من العصر الجوراسي والطباشيري والباليوجيني المنشأ على القبو الجرانيتي ما قبل الكمبري.

## جيولوجيا
الجبال تتكون أساسا من الصخور الرسوبية، الحجر الجيري ،الحجر الرملي و الصخري ، من الجوراسي ، الطباشيري وباليوجيني الأصل في عصر ما قبل الكامبري الجرانيت الطابق السفلي.

## المناخ والزراعة
تتمتع المنطقة بأعلى متوسط لهطول الأمطار في المملكة العربية السعودية بسبب الأمطار الموسمية إلى حد كبير. يمكن أن يتراوح متوسط هطول الأمطار من 600 ملم (24 بوصة) إلى أكثر من 1000 ملم (39 بوصة) سنويًا ، في المناطق الرطبة. تتلقى السهول والهضاب الشرقية كميات أقل بكثير ، من 500 ملم (20 بوصة) إلى أقل من 100 ملم (3.9 بوصة) سنويًا.
وتشمل المحاصيل في المنطقة، أكثر من التي تزرع على سفوح الجبال المدرجات بشكل حاد، القمح ، القهوة ، القطن ،النيلي ، الزنجبيل ، الخضروات ، و أشجار النخيل . كما يدعم المنطقة الماشية ، الأغنام ، الماعز ، و الجِمَال .

## التنوع البيولوجي
انظر أيضًا: الحياة البرية في المملكة العربية السعودية
ساعدت التضاريس الصعبة في المنطقة في الحفاظ على التنوع البيولوجي الفريد في المنطقة. تم اكتشاف العديد من أنواع الفطريات Myxomycetes الجديدة في المنطقة ، وكذلك مجموعة متنوعة من النباتات التي لم يتم اكتشافها من قبل.  يُعتقد أيضًا أن عسير هي واحدة من آخر المواطن الطبيعية للفهد العربي .

## معرض صور

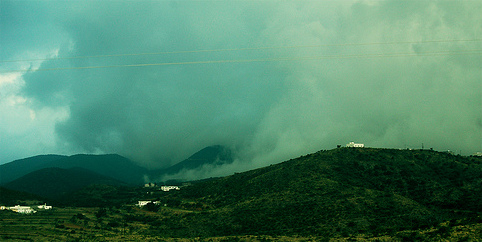
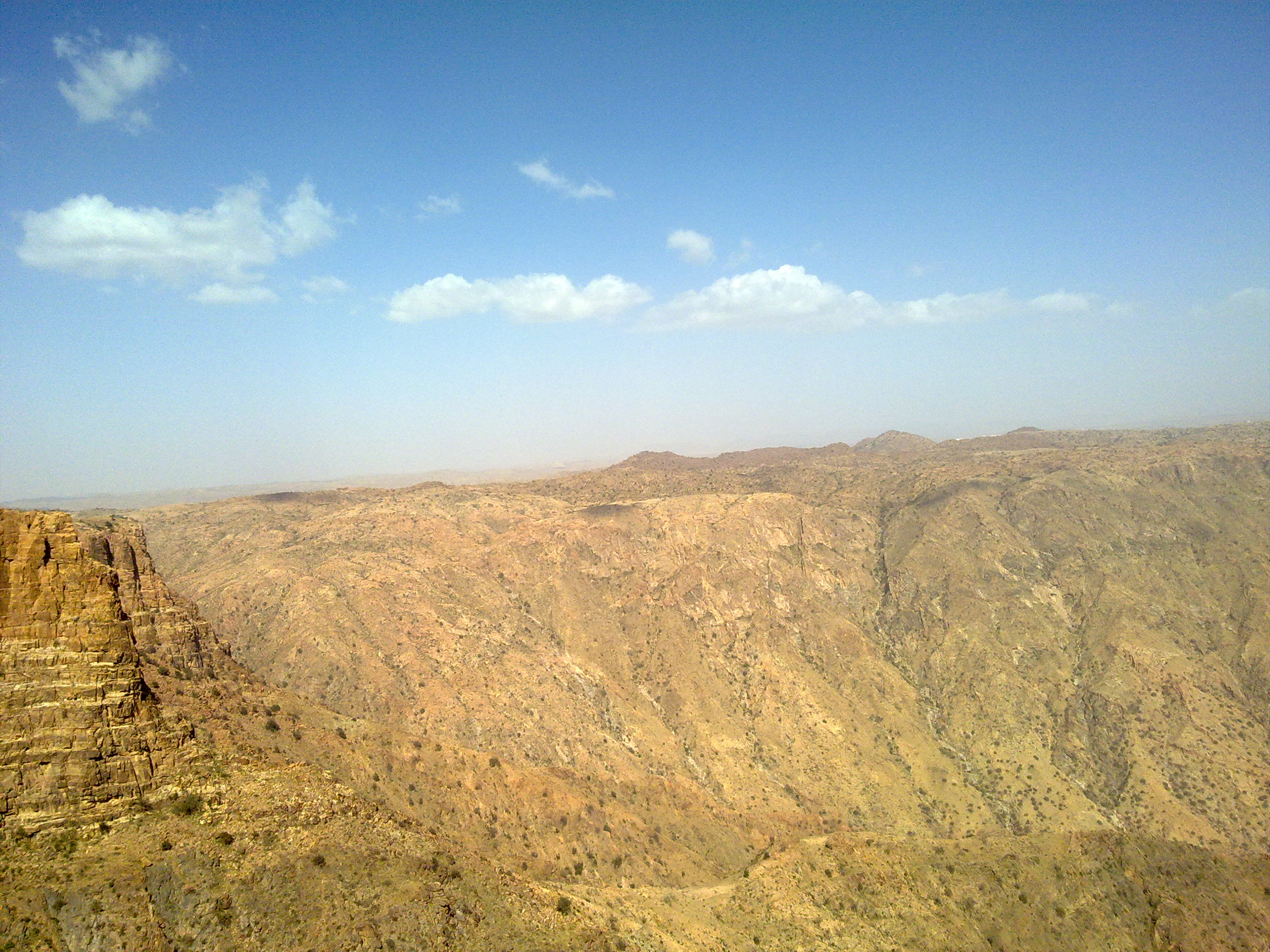
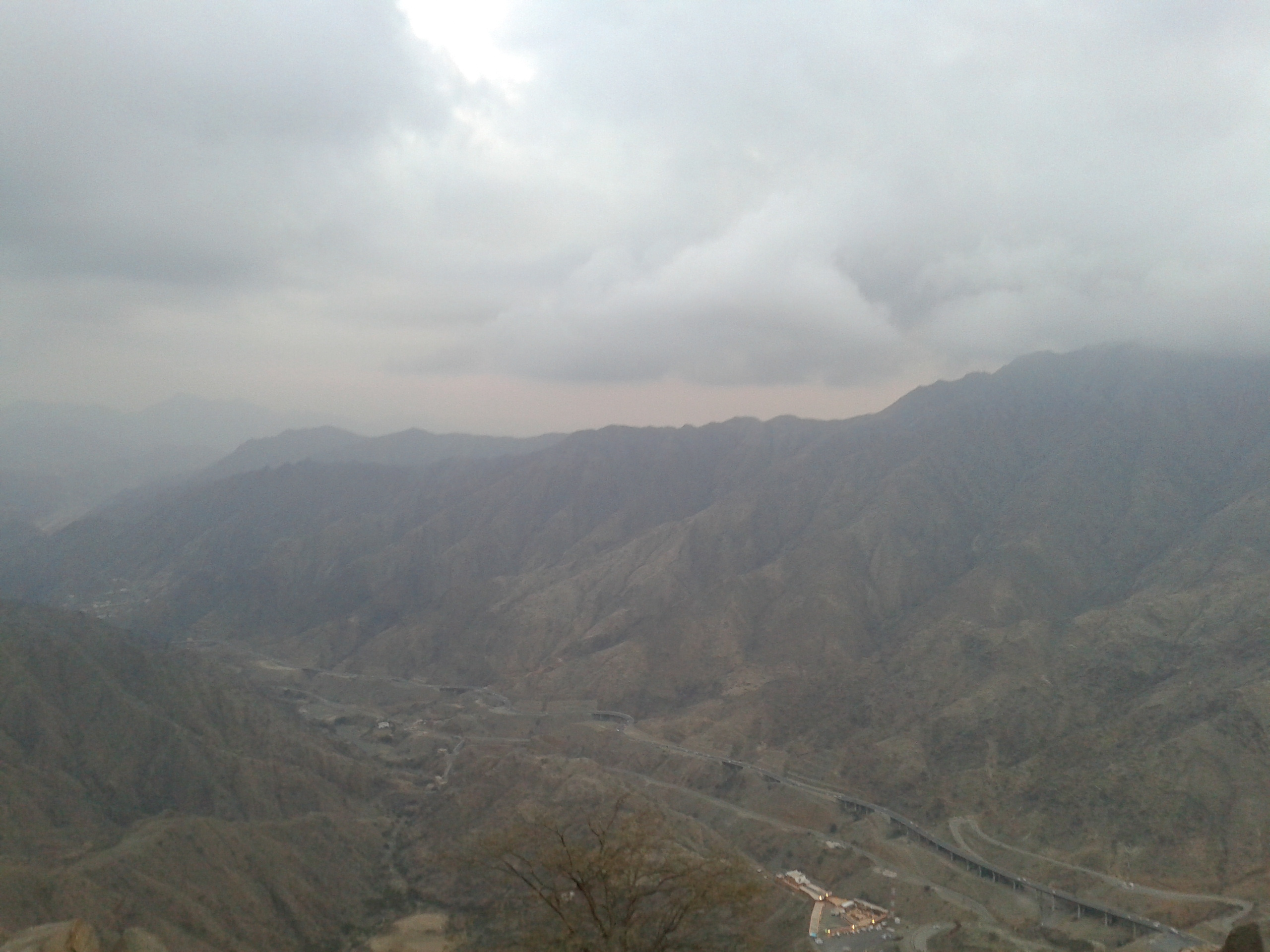

- 1=منظر من الجبال في منطقة الحبلة في عسير في السعودية
- 1=مناظر جميلة من مدينة أبها
- 1=منظر عام لبلاد قبيلة حوالة يظهر جبل أثرب

## السياحة
أطلقت السعودية في سبتمبر 2023 المخطط العام لمشروع تطوير وجهة سياحية جبلية جديدة، تحت مسمى "قمم السودة"، والذي يقع فوق أعلى قمة بالمملكة، على ارتفاع يصل إلى 3015 متراً عن سطح البحر في منطقة عسير.
والمشروع الجديد سيسهم في تحقيق مستهدفات رؤية السعودية 2030، وتنمية القطاع السياحي والترفيهي، ودعم النمو الاقتصادي من خلال المساهمة في زيادة إجمالي الناتج المحلي التراكمي بأكثر من 29 مليار ريال (7.7 مليار دولار)، وتوفير آلاف الوظائف بشكل مباشر وغير مباشر.سيوفر مشروع "قمم السودة" خدمات الضيافة لمليوني زائر على مدار العام، كما سيعتمد المخطط العام في تصاميمه على الهوية العمرانية المحلية، حيث يضم 6 مناطق رئيسة تتمركز في مواقع مميزة، وهي: تَهْلَل، سَحَاب، سَبْرَة، جَرين، رجال، الصخرة الحمراء.
ويتضمن المشروع مجموعة من الفنادق والمنتجعات الجبلية، والقصور والوحدات السكنية والمتاجر، بالإضافة إلى نقاط الجذب الترفيهية والرياضية والثقافية، حيث سيتم تطوير 2700 غرفة فندقية، و1336 وحدة سكنية، و80 ألف متر مربع من المساحات التجارية، بحلول عام 2033.